# Zoop in India
Zoop in India is een Nederlandse jeugdfilm uit 2006. De film is afgeleid van de jeugdserie ZOOP, die vooral te zien is op Nickelodeon. Het is de vervolgfilm op Zoop in Afrika. De film werd bekroond met de status Gouden Film.
Op 26 juli 2006 maakt Novum bekend dat de film onderscheiden wordt met de Gouden Film omdat inmiddels meer dan 100.000 bezoekers de film bezocht hebben. Deze tweede film samen met de eerste film Zoop in Afrika zijn aan totaal 44 landen, waaronder Argentinië, Brazilië, Chili, China, Colombia, Duitsland, Frankrijk, Mexico, Polen, Rusland en Turkije, doorverkocht.

## Verhaal
Wanneer oud-ranger Alwin terug bij zijn vrienden komt blijkt het al snel dat het niet zomaar is. Alwin vraagt namelijk de 7 andere rangers om mee te gaan naar India. Daar is een kudde olifanten spoorloos en Alwin wil ze terugvinden met behulp van de rangers.
De rangers besluiten samen met Alwin naar India af te reizen om daar de stropers en de olifanten terug te vinden. De groep splits zich op in twee groepen; de ene groep gaat de Indiaanse jungle in, de andere gaat naar de stad. Tijdens de zoektocht komen de rangers in diverse gevaarlijke situaties terecht. Zo zakken ze bijna door een gammele brug, moeten ze door een grot met giftige slangen en gaan ze het gevecht aan met de stropers.
Uiteindelijk weten ze de vermiste olifanten te vinden en brengen ze hen terug naar het dorp.

## Rolverdeling
| acteur                 | personage                   |
| ---------------------- | --------------------------- |
| Juliette van Ardenne   | Sira Schilt                 |
| Vivienne van den Assem | Elise Pardoel               |
| Erwan van Buuren       | Alwin Bendorff              |
| Nicolette van Dam      | Bionda Kroonenberg          |
| Ewout Genemans         | Bastiaan van Diemen         |
| Jon Karthaus           | Moes Brinksma               |
| Patrick Martens        | Mike Bosboom                |
| Monique van der Werff  | Taffie Arends               |
| Tarun Anand            | Thakur                      |
| Tygo Gernandt          | Nederlandse stem van Thakur |
| Kim Boekhoorn          | Filo Schilt                 |
| Marco Borsato          | zichzelf                    |
| Ernst Löw              | Siegfried Schilt            |
| Pieternel Pouwels      | Maxime Schilt               |